# Pintu Bosi (Hulu Sihapas)
Pintu Bosi is een bestuurslaag in het regentschap Padang Lawas Utara van de provincie Noord-Sumatra, Indonesië. Pintu Bosi telt 229 inwoners (volkstelling 2010).